# Stor-Vorrstjärnen
Stor-Vorrstjärnen är en sjö i Umeå kommun i Västerbotten och ingår i Sävaråns huvudavrinningsområde. Sjön har en area på 0,0434 kvadratkilometer och ligger 271,1 meter över havet. Sjön avvattnas av vattendraget Gravan.

## Delavrinningsområde
Stor-Vorrstjärnen ingår i det delavrinningsområde (713889-171877) som SMHI kallar för Ovan Långtjärnsbäcken. Medelhöjden är 275 meter över havet och ytan är 10,96 kvadratkilometer. Det finns inga avrinningsområden uppströms utan avrinningsområdet är högsta punkten. Gravan som avvattnar avrinningsområdet har biflödesordning 2, vilket innebär att vattnet flödar genom totalt 2 vattendrag innan det når havet efter 64 kilometer. Avrinningsområdet består mestadels av skog (90 procent). Avrinningsområdet har 0,22 kvadratkilometer vattenytor vilket ger det en sjöprocent på 2 procent.